# Il lanciatore di giavellotto
Il lanciatore di giavellotto è un'opera di Paolo Volponi pubblicata nel 1981.
Si tratta di un romanzo di formazione ambientato a Fossombrone negli anni del fascismo.

## Trama
Il protagonista è un adolescente noto a tutti come Damìn, soprannome affibbiatogli dal nonno Damiano Possanza.
Se inizialmente il ragazzo sembra vivere in modo sereno la sua adolescenza, dal momento in cui sorprende un rapporto extraconiugale della madre Norma con il gerarca fascista Marcacci, diventa sempre più turbato e angosciato. Damìn sviluppa un'immagine totalmente peccaminosa e impura della madre, contrapposta alla purezza della sorella minore.
Marcacci è anche responsabile del gruppo sportivo di atletica, da lui allenato in modo brutale e diseducativo: per premiare le prestazioni sportive dei membri della squadra è solito accompagnarli in una casa di tolleranza.
Damìn sente suo padre come un estraneo e in alcuni momenti immagina di ucciderlo in modo cruento. Oltre alla sua sorellina, il giovane è affezionato al calzolaio Occhialini, i cui insegnamenti sembrano a tratti rendergli la realtà più chiara e leniscono la sua angoscia.
L'esperienza scolastica non è meno deludente per Damìn, ignorato dagli insegnanti fino a quando diventa primatista regionale del lancio del giavellotto.

## Edizioni
- Paolo Volponi, Il lanciatore di giavellotto, Torino, Einaudi, 1981.